# Vicosa bicornis
Vicosa bicornis är en insektsart som beskrevs av Rauno E. Linnavuori och Delong 1978. Vicosa bicornis ingår i släktet Vicosa och familjen dvärgstritar. Inga underarter finns listade i Catalogue of Life.